# Philipp Peters-Arnolds
Philipp Peters-Arnolds (* 1. Juli 1990 in München) ist ein deutscher Schauspieler.

## Biographie
Er ist ein Sohn des Schauspielers Pierre Peters-Arnolds.
Im Alter von 11 Jahren spielte er im Film Das fliegende Klassenzimmer (2003) die Rolle des Martin Thaler.
Im Jahr 2006 spielte er die Rolle des Stefan Stefan Stefflings im Film TKKG – Das Geheimnis um die rätselhafte Mind-Machine.
Bis 2006 übernahm er einzelne Rollen als Synchronsprecher im Synchronstudio seines Vaters.

## Filmografie
- 2003: Das fliegende Klassenzimmer
- 2006: TKKG – Das Geheimnis um die rätselhafte Mind-Machine
- 2023: Achtung Verbrechen! (Fernsehserie, RTL, eine Folge)